# Shahrestān di Takestan
Lo shahrestān di Takestan (farsi شهرستان تاکستان) è uno dei 5 shahrestān della provincia di Qazvin, il capoluogo è Takestan. Lo shahrestān è suddiviso in 4 circoscrizioni (bakhsh): 
- Centrale (بخش مرکزی), con le città di Takestan e Narjeh.
- Asfarvarin (بخش اسفرورین), con la città di Asfarvarin.
- Khorramdasht (بخش خرمدشت), con la città di Khorramdasht.
- Zeya'Abad (بخش ضیاءآباد), con la città di Zeya'Abad.